# 手筋 (囲碁)
手筋（てすじ）とは囲碁用語の一つで、通常より大きな効果を挙げることのできる着手のことである。多くの場合、平凡な発想では達し得ない、やや意外性を含んだ効果的な手を指すことが多い。単に「筋」（すじ）と呼ぶこともある。
将棋では「駒の働きを最大限に引き出す局所的な使い方」という意味で使われる。

## 概要
手筋には、相手の石を取る手、自分の石が生きる手、連絡を図る手、攻め合いに勝つ手、形を整える手、相手の地を削減する手、先手を取る手などが含まれる。これらはツケ、ハサミツケ、トビツケ、ハナヅケ、ツケコシ、オキ、ワリコミ、キリ、ハネとオサエ、コスミ、コスミツケ、サガリ、ゲタ、シチョウ、ワタリ、捨て石、目を欠く、アテコミ、オイオトシ、ダメヅマリ、シボリ、オシツブシ、トビなどの形で現れる。
手筋ではない筋の悪い手を俗筋、イモ筋という。また一見手筋風の手、本物の手筋の一路違いだが効果がない手を筋違い・異筋などと称することがある。
依田紀基は、手筋をより合理的に定義できる「筋場理論」を提唱している。
棋力の向上には部分的な死活を問う詰碁と共に有効であるとされ、様々なレベルの手筋だけを反復練習する本が多数出版されている。

## 手筋の例
相手の石を取る手筋の例として「鶴の巣ごもり」と呼ばれる手がある。図のように、白△とトビ出して3子を逃げだそうとした場合である。
|  |  |  |  |  |  |  |  |  |
|  |  |  |  |  |  |  |  |  |
|  |  |  |  |  |  |  |  |  |
|  |  |  |  |  |  |  |  |  |
|  |  |  |  |  |  |  |  |  |
|  |  |  |  |  |  |  |  |  |
|  |  |  |  |  |  |  |  |  |
|  |  |  |  |  |  |  |  |  |
|  |  |  |  |  |  |  |  |  |

これに対し、トンだ石の間の黒1へワリコむのが手筋である。白2と逃げようとしてきたら、黒はaにツガず、黒3に切る。1子のアタリに構わず切る発想の飛躍が、手筋たるゆえんである。
|  |  |  |  |  |  |  |  |  |
|  |  |  |  |  |  |  |  |  |
|  |  |  |  |  |  |  |  |  |
|  |  |  |  |  |  |  |  |  |
|  |  |  |  |  |  |  |  |  |
|  |  |  |  |  |  |  |  |  |
|  |  |  |  |  |  |  |  |  |
|  |  |  |  |  |  |  |  |  |
|  |  |  |  |  |  |  |  |  |

白は白1と1子を取りつつ逃げるしかないが、ここで黒2とアテれば全体がオイオトシとなり、白は脱出できない。
|  |  |  |  |  |  |  |  |  |
|  |  |  |  |  |  |  |  |  |
|  |  |  |  |  |  |  |  |  |
|  |  |  |  |  |  |  |  |  |
|  |  |  |  |  |  |  |  |  |
|  |  |  |  |  |  |  |  |  |
|  |  |  |  |  |  |  |  |  |
|  |  |  |  |  |  |  |  |  |
|  |  |  |  |  |  |  |  |  |

## 石を取る手筋の例
- ゲタ
- シチョウ
- ユルミシチョウ
- オイオトシ
- ウッテガエシ

## 筋場理論
- 提唱する依田紀基によれば、「筋場理論」は「碁の歴史を変えるほどの大発見である筋の根本原理である」理論である。
- 筋場とは、石が2つ以上並んだ瞬間に存在するもので、「2つ以上石が並んだ、相手の石がない側の1路横」、つまりアキ三角になる場所のことである。
- 手筋とは、「利き筋を手順よく利用して、相手の石を筋場に持って来て石の働きをよくする打ち方、あるいは自分の石が筋場にこない、そういう形を目指す打ち方」とできる。なお、碁の筋には、①筋場理論と②ダメ詰まり（ウッテ返し系）があり、筋場が手筋になる場合もある。

## 参考図書
- 月刊碁学編『ひと目でわかる「本筋・俗筋」対照表 (マイコミ囲碁文庫シリーズ)』2008年
- 『新・早わかり手筋小事典』日本棋院
- 『手筋大事典』日本棋院
- 瀬越憲作・呉清源『手筋事典 上・中・下』誠文堂新光社
- 藤沢秀行『基本手筋事典 上・下』日本棋院
- 山下敬吾『新装版　基本手筋事典』日本棋院
- 石田芳夫『これが手筋だ』（全三巻）大泉書店
- 依田紀基『マイコミ囲碁ブックス 石の効率がぐんぐん良くなる本』マイコミ